# أيوب الدويش
أيوب الدويش (من مواليد 28 ديسمبر 1996) هو لاعب رياضي بارالمبي مغربي متخصص في رياضة التايكوندو. مثّل المغرب في دورة الألعاب البارالمبية الصيفية لعام 2024.

## حياة مهنية
مثّل أدويش المغرب في دورة الألعاب البارالمبية الصيفية لعام 2024 وفاز بالميدالية البرونزية في فئة وزن تحت 63 كجم.  كانت هذه أول ميدالية على الإطلاق للمغرب في رياضة البارا تايكوندو. 